# 10334 Gibbon
A 10334 Gibbon (ideiglenes jelöléssel 1991 PG5) a Naprendszer kisbolygóövében található aszteroida. Eric Walter Elst fedezte fel 1991. augusztus 3-án.
Nevét Edward Gibbon (1737 – 1794) brit történész után kapta.